# Gigant (mitologia nordică)

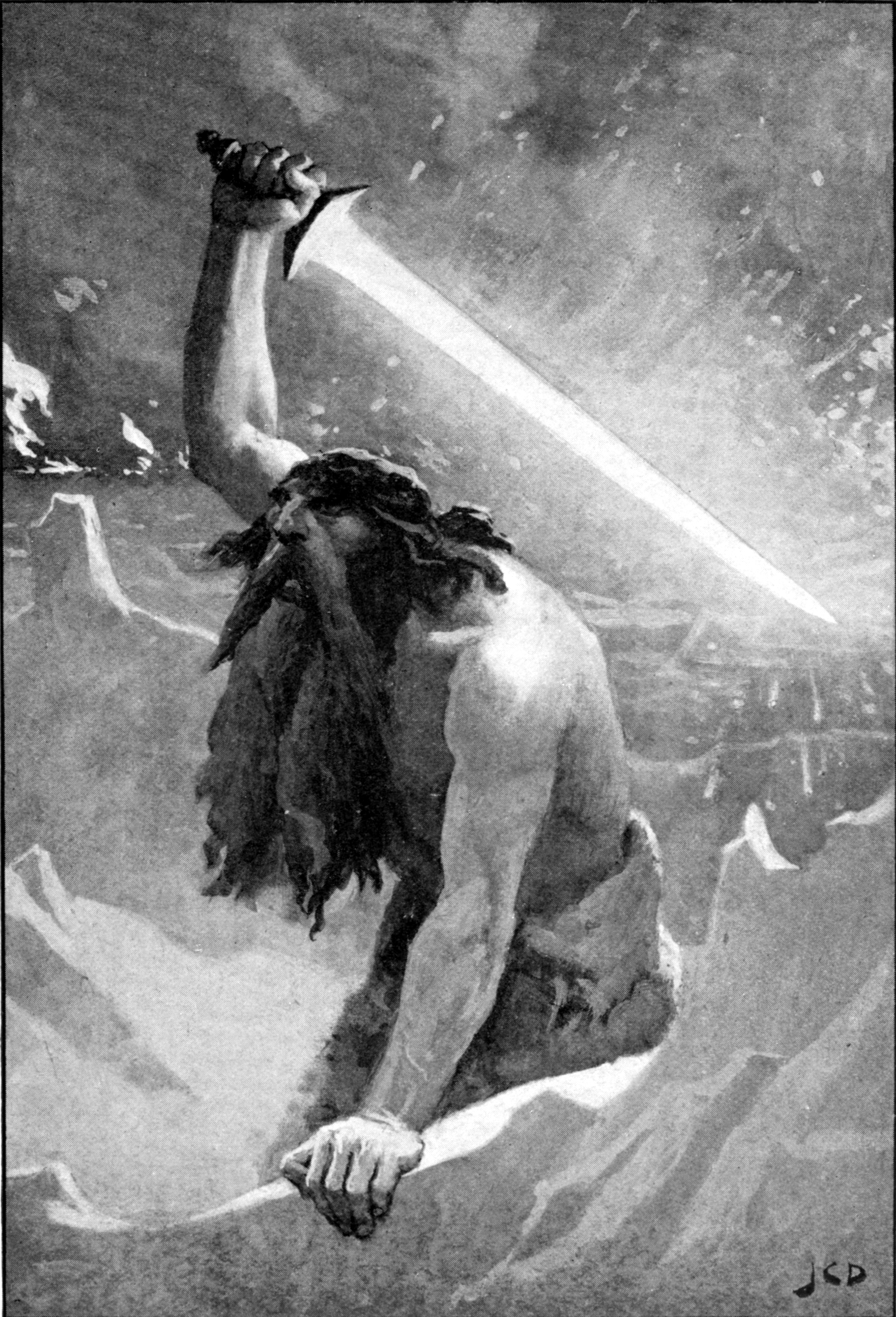
Un gigant de foc- Surtr.

Giganții sau Jötunii sunt creaturi fantastice din mitologia nordică. Conform legendelor, sunt creaturi uriașe, foarte puternice și extrem de rele. Majoritatea acestor giganți trăiesc în Jotunheim, una dintre cele 9 lumi ale cosmologiei nordice, separată de Midgard, lumea oamenilor. Cu toate acestea, Jötunii mai trăiesc și în alte lumi, ca Niflheim și Muspelheim. Ei reprezintă forțele malefice ale lumii, care se află într-o continuă rivalitate și dușmănie cu zeii.
În timpul Ragnarökului, adică sfârșitul lumii, se vor forma două tabere: pe de-o parte zeii, iar pe de altă parte giganții.
Uriașii sunt de mai multe tipuri. Există giganții de piatră sau de munte ce trăiesc în Jotunheim, giganții de foc ce trăiesc în Muspelheim și giganții de gheață ce trăiesc în Niflheim. 
Printre cei mai celebri uriași se numără: Ymir, Loki, Gerd, Gymir, Angerbrode, Farbauti și mulți alții.
Ei sunt dușmanii zeilor Aesir (zeii), Vanir (zei și zeițe de rangul doi) și al Ásynjur (zeițe).
Acest articol referitor la mitologia nordică  este deocamdată un ciot. Puteți ajuta Wikipedia prin completarea lui!